# Lagonda Rapier
Lagonda Rapier – sportowy samochód osobowy produkowany przez brytyjską firmę Lagonda w latach 1934–1938. Dostępny jako 2-drzwiowe coupé lub 2-drzwiowy tourer. Do napędu użyto silnika R4 DOHC o pojemności 1,1 litra. Moc przenoszona była na oś tylną poprzez 4-biegową manualną skrzynię biegów. Wyprodukowano 516 egzemplarzy modelu.

## Dane techniczne

### Silnik
- R4 1,1 l (1104 cm³), 2 zawory na cylinder, DOHC
- Układ zasilania: gaźnik
- Średnica × skok tłoka: 62,50 mm × 90,00 mm
- Stopień sprężania: b/d
- Moc maksymalna: 46 KM (33,6 kW) przy 5400 obr./min
- Maksymalny moment obrotowy: b/d

### Osiągi
- Przyspieszenie 0-100 km/h: b/d
- Czas przejazdu pierwszych 400 m: 22,6 s
- Czas przejazdu pierwszego kilometra: 116 km/h